# Pulp (czasopismo)
Pulp – polski magazyn muzyczny, miesięcznik ukazujący się w latach 2007-2009. 
Pismo powstało w listopadzie 2007 roku. Pomysłodawcą magazynu był Marcin Majewski. Redaktorami naczelnymi byli Borys Dejnarowicz, Jakub Wandachowicz, Jakub Jonczyk i Oskar Stelągowski. Wydawcami magazynu zostali: Grzegorz Kapusta i Marcin Majewski, związani wówczas z klubem Jadłodajnia Filozoficzna. Współtwórcami pisma od samego początku byli dziennikarze, blogerzy (m.in. Rafał Rejowski, Adam Kruk, Dominika Olszyna, Filip Sarniak, Karolina Sulej, Jakub Ambrożewski, Ola Żmuda), a także DJ-e związani z warszawską sceną klubową (Piotr Mika, Sylwia Zarembska).
„Pulp” opisywał zagraniczną i krajową scenę niezależną (Indie), zamieszczając m.in. recenzje płyt i relacje z koncertów. W styczniu każdego roku rozdawał swoje nagrody muzyczne: „Miazgi”. 
Czasopismo powstało w odpowiedzi na zapotrzebowanie na magazyn muzyczny, opisujący najnowsze trendy i muzykę z kręgów niezależnych, która w masowy sposób pojawiła się w Polsce dzięki powszechnemu dostępowi do Internetu, w tym do serwisów społecznościowych (Myspace) czy festiwalom takim jak Open’er.  
W 2008 roku „Pulp” otrzymał nagrodę miesięcznika „Aktivist” w kategorii Debiut Roku 2008. Latem 2009 „Pulp” uruchomił swój kanał radiowy na platformie radiowej Gadu-Gadu: Open.fm.